# Sennedjem

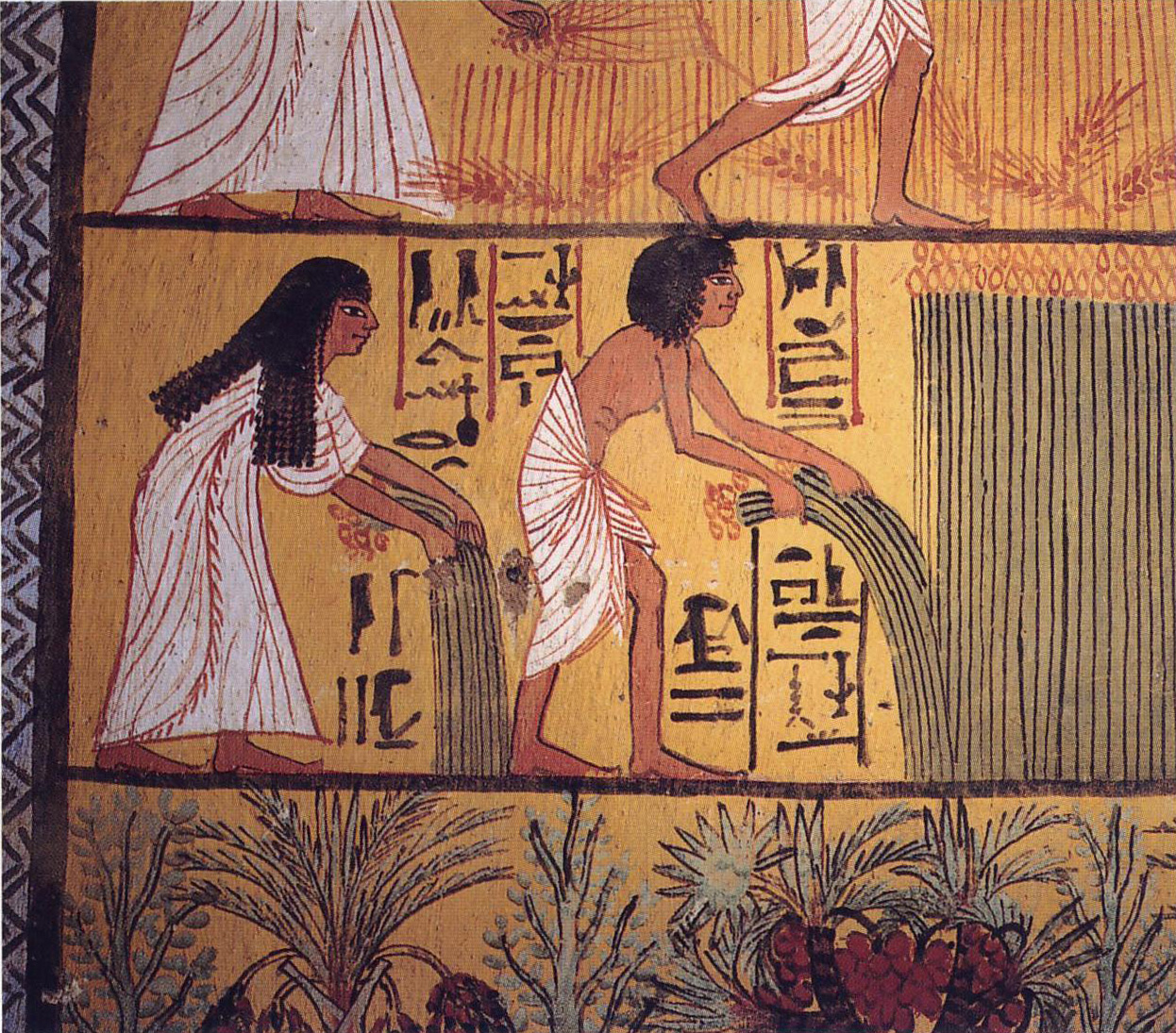
Sennedjem recull plantes de lli, mentre la seva esposa les lliga en garba. Tomba TT1.

Sennedjem, que significa segons el seu jeroglífic "dolç germà", va ser un artesà de l'Antic Egipte que treballà en la necròpoli de la Vall dels Reis durant la Dinastia XIX, al servei dels farons Seti I i el seu fill, Ramsés II.
| T23 · N35 | M29 | Aa15 · Y1 |

| T23 · N35 | M29 | Aa15 · Y1 |

Tenia el títol de Servidor en el Lloc de la Veritat a l'oest de Tebes, transliterat, sDm-as m st mAat. Sabem que era un alt funcionari amb la tasca de supervisar la necròpoli real tebana com ho demostra l'escena parietal de la seva tomba, que ho representa amb un ceptre sejem, símbol de poder.

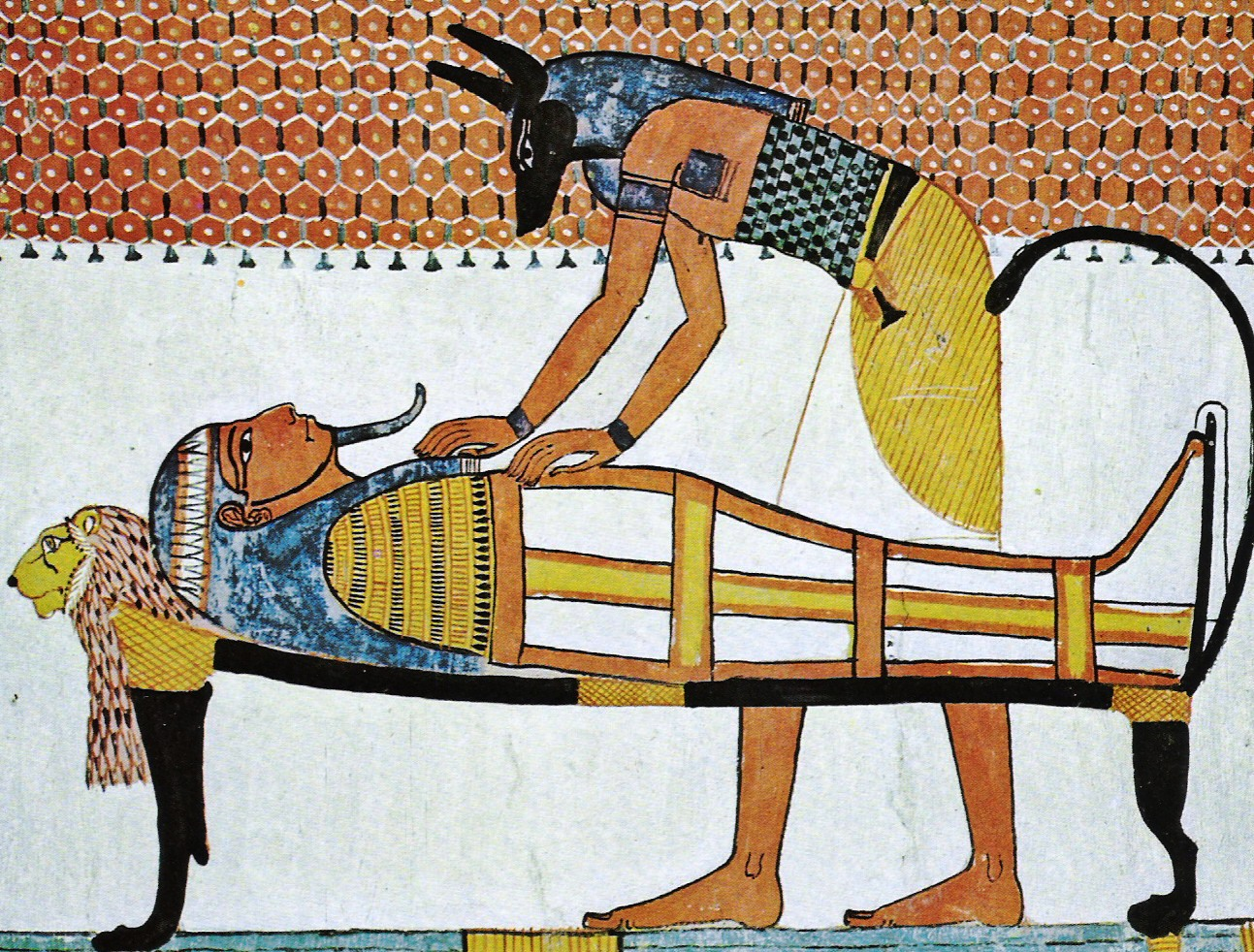
Sota un dosser, Sennedjem, en procés de momificació per un sacerdot amb màscara d'Anubis sobre un jaç zoomorf on el lleó simbolitza el final del viatge a la Duat. Tomba TT1.

Va viure amb la seva família en el poblat dels artesans de Deir el-Medina que havia estat fundat per Tuthmosis I per als treballadors que construïen els enterraments reials i va ser enterrat en la seva tomba, amb part de la seva família, en els voltants de la casa seva. Aquesta tomba, coneguda avui com a Tomba Tebana TT1, va ser descoberta el 1886 pel Servei d'Antiguitats Egípcies, al capdavant de les quals estava l'egiptòleg francès Gaston Maspero, que va encomanar la seva excavació a l'egiptòleg català Eduard Toda, vicecónsul d'Espanya al Caire.
La tomba és de grandària modesta, però la decoració interior reflecteix la gran habilitat dels qui han estat treballat per a la noblesa més exigent i la mateixa reialesa. Els artesans preparaven la seva casa per a l'eternitat, probablement durant les pauses de treball, ajudant-se els uns als altres. La seva veritable riquesa són les pintures parietals amb escenes de vinyetes del Llibre dels Morts. Una paret sencera està dedicada a la representació dels Camps de Iaru. Una altra escena se'l representa amb la seva esposa jugant al senet.
Com a molts dels seus companys del poblat, Sennedjem, fill de Jabejnet i Tahennu, va tenir família nombrosa, deu fills tinguts amb la seva esposa Inyferti. Quatre nois, sent el major Jabejet (també Jabejnet o Jabejent, que té la seva tomba prop de la del seu pare, la TT2), Bunajtef, Rahotep i Jonsu i sis noies, Irunefer, Taashsen, Hetepu, Ramose, Anhotep i Ranehu.